# Claudette Pace
Claudette Buttigieg, född Pace 8 februari 1968 i Naxxar, är en maltesisk sångerska, TV-programledare och politiker. Hon är sedan 2013 ledamot i Maltas parlament för högerpartiet Partit Nazzjonalista.
Pace deltog i den maltesiska uttagningen 1993 då hon tillsammans med Bayzo framförde bidraget L'ghanja ta' hajti. De tog sig inte vidare från semifinalen. Hon återkom till tävlingen 1995 och kom på andra plats med bidraget Our love could never be. Hon kom återigen på andra plats året därpå med bidraget My butterfly, 1997 på femte plats med Love can do miracles, på tredjeplats 1998 med Listen to our voices och på femteplats 1999 med Breathless. Hon vann uttagningen 2000 med bidraget Desire och deltog därmed i Eurovision Song Contest i Stockholm samma år. Hon slutade där på en åttonde plats med 73 poäng. Hon har därefter varit programledare för den maltesiska uttagningen 2010 samt varit låtskrivaren bakom bidraget Go, framförd av Klinsmann i den maltesiska uttagningen. Efter sitt deltagande i Eurovision Song Contest har Pace satsat på en karriär som TV-programledare, bl.a. för det populära talkshowprogrammet Selili och talangtävlingen L-isfida. Hon har också arbetat som informationssamordnare på det maltesiska hälsodepartementet.
Sedan mars 2013 är hon ledamot i Maltas parlament för högerpartiet Partit Nazzjonalista. Hon sitter bl.a. i socialutskottet. Som parlamentsledamot har hon bl.a. engagerat sig för homosexuellas rättigheter och var med om att utforma den lag som förbjuder diskriminering på grund av sexualitet.

## Diskografi
- Beginnings (1998)